# Lenindenkmale in Russland
Die Liste von Lenindenkmalen in Russland enthält auf öffentlichen Plätzen aufgestellte Denkmale und Büsten zu Ehren von Wladimir Iljitsch Lenin in der Russischen Föderation. Die offizielle russische Denkmaldatenbank führt 5311 Skulpturen und Büsten in ganz Russland auf. Darunter sind viele, die nicht im öffentlichen Raum stehen, also in oder vor Betrieben, Schulen, landwirtschaftlichen (Kolchosen/Sowchosen) oder militärischen Einrichtungen. Einfache Gedenktafeln und die zuletzt genannten Denkmale sind hier nicht aufgenommen.
Die Zusammenstellung der russischen Lenindenkmale orientiert sich an den im Jahr 2013 gültigen territorialen Aufteilungen in acht Föderationskreise. In einer Veröffentlichung ist nachzulesen, dass in der ehemaligen Sowjetunion die Leninstatuen eine absolute Mehrheit aller aufgestellten Denkmale bildeten und im Jahr 2001 noch immer die Rangliste anführten. Allein der Bildhauer Nikolai Andrejew schuf über 90 Leninbüsten.

## Zur Liste
Erhebliche Grundlagen der Tabelle lieferten die in Wikimedia Commons enthaltenen Fotos und fotografierte Lenindenkmale auf Panoramio, die auch immer die geografische Lage angeben, sowie sehr wesentlich die russische Website Leninstatues.ru. Der Hinweis „Auswahl“ zeigt, dass die Übersicht keinen Anspruch auf Vollständigkeit erhebt.
Die in der ersten Spalte als Hauptordnungsmerkmal dargestellten 8 Föderationskreise (FK) sind wie folgt abgekürzt:

FO: Ferner Osten – NK: Nordkaukasus – NWR: Nordwestrussland – SI: Sibirien – SR: Südrussland – UR: Ural – WO: Wolga – ZR: Zentralrussland.
Die Liste kann nach Föderationskreisen, Städten, Aufstelljahren und den zuerst genannten Bildhauern sortiert werden; sie ist nach Orten vorsortiert.

## Lenindenkmale (Auswahl)
| FK  | Ort, ggf. Adresse                                                                                | wann aufgestellt, wann abgebaut | Bild   | Bildhauer                                          | technische Angaben Material, Größe der Figur, Podesthöhe u. a.                                                                                                 | Erläuterungen |
| --- | ------------------------------------------------------------------------------------------------ | ------------------------------- | ------ | -------------------------------------------------- | --- | --- |
| SI  | Abakan                                                                                           | 1970                            |        | Juri P. Pommer                                     | | Es existiert noch eine zweite Statue mit einem stehenden Lenin. |
| SR  | Achtubinsk                                                                                       | 1986                            |        |                                                    | Halbstatue | |
| SR  | Achtubinsk                                                                                       |                                 | extern | Pjotr P. Jazyno                                    | Statue auf großem, würfelförmigem, sandgelbem Postament | |
| WO  | Alexandrowsk                                                                                     |                                 | extern |                                                    | Statue | |
| ZR  | Alexin                                                                                           |                                 | extern | Grigori Postnikow                                  | Statue auf hohem, sandfarbenen Postament, Lenin mit ausgestrecktem Arm                                                                                         | Postament war zeitweise grün angestrichen. |
| NWR | Archangelsk, Leninplatz                                                                          | 1988                            |        | Lew Kerbel                                         | | Kurzinfo |
| NWR | Archangelsk, Leningradski Prospekt/Uliza Tschakalowa                                             |                                 | extern |                                                    | eine Bronze-Statue auf schmalem, quaderförmigem Postament | Die Skulptur steht an einem Wohngebiet gegenüber dem 3. Sägewerk namens Lenin (Лесозавод № 3 имени Ленина). |
| WO  | Ardatow (Ардатов), Oblast Nischni Nowgorod                                                       |                                 | extern |                                                    | metallene Statue auf weißem Betonsockel | |
| FO  | Artjom                                                                                           | 1970                            | extern |                                                    | metallene Leninstatue auf einem dreistufigen Postament | Es existiert noch eine zweite Statue aus leuchtend weißem Gestein. |
| SR  | Astrachan                                                                                        |                                 |        |                                                    | | Auf leninstatues.ru sind 17 Lenindenkmale aufgelistet. |
| ZR  | Balaschicha                                                                                      | 1943                            | extern | Georgi Alexejew                                    | Statue auf quaderförmigem, rotem Podest | 2016 bis 2017 demontiert. |
| WO  | Baltassi (Балтаси), Tatarstan, vor einem städtischen Verwaltungsgebäude                          |                                 | extern |                                                    | metallene Statue auf quaderförmigem Natursteinpostament | |
| SI  | Barnaul                                                                                          |                                 |        |                                                    | | Auf leninstatues.ru sind 13 Lenindenkmale aufgelistet. |
| ZR  | Belgorod                                                                                         | 1957                            | extern | Georgi W. Neroda                                   | Bronze-Statue auf mit schwarzen Naturstein-Platten verkleidetem Postament                                                                                      | 1957 auf dem Domplatz (Соборная площадь) errichtet; 2013 dort demontiert und auf dem Boulevard des Volkes (Народный бульвар) wieder aufgebaut. |
| ZR  | Beljow                                                                                           |                                 | extern |                                                    | Bronzestatue auf mit Natursteinen verkleidetem Betonsteinpostament                                                                                             | Die Natursteinverkleidung fehlte 2012. |
| FO  | Belogorsk, im Garten des Konservatoriums                                                         | 1967                            |        |                                                    | | Auf leninstatues.ru sind 5 Lenindenkmale aufgeführt. Welches davon das unter Denkmalschutz stehende im Garten des Konservatoriums ist, bleibt unsicher. |
| FO  | Blagoweschtschensk, vor dem Kulturpalast                                                         |                                 | extern |                                                    | Bronze-Statue auf Naturstein-Postament | |
| ZR  | Bogutschar                                                                                       |                                 | extern |                                                    | | |
| ZR  | Bolchow, auf einem Platz nahe der Kathedrale der Verklärung (Собор Спаса Преображения)           |                                 | extern |                                                    | metallene Büste auf sehr großem, quaderförmigem Natursteinpostament                                                                                            | |
| ZR  | Bolschoje Polpino (Большое Полпино), Oblast Brjansk                                              |                                 | extern |                                                    | metallene Büste auf rotem Granit-Sockel | |
| ZR  | Brjansk                                                                                          |                                 | extern |                                                    | reliefartige Bronzestatue vor weißer Wand auf einem dreistufigen Granittreppchen                                                                               | |
| ZR  | Brjansk, im Hof eines Krankenhauses                                                              |                                 | extern |                                                    | Büste auf geweißtem Betonpostament | |
| ZR  | Brjansk, vor dem Jugendtheater                                                                   |                                 | extern |                                                    | Maxim Gorki und Lenin als Bronzestatuen auf einem Kunststein-Postament                                                                                         | |
| WO  | Buguruslan                                                                                       |                                 | extern | Jewgeni Wutschetitsch                              | metallene Statue auf niedrigem Betonsockel | |
| ZR  | Bui, auf dem Bahnhofsvorplatz                                                                    |                                 | extern |                                                    | Statue | |
| FO  | Chabarowsk, Leninplatz                                                                           | 1925                            | extern | Matwei Maniser                                     | metallene Statue auf gemauertem Sockel | Am Unterteil des Postaments befinden sich ein vergoldetes Sowjetwappen und der Spruch „Kommunismus ist die höchste Stufe der Entwicklung des Sozialismus, wenn die Menschen aus Überzeugung und unabhängig nach freiem Willen arbeiten.“ |
| ZR  | Chimki                                                                                           | 1969                            | extern | Sergei Merkurow                                    | übergroße Bronzebüste auf hohem, mit roten Natursteinplatten verkleidetem Postament                                                                            | |
| ZR  | Dedowsk                                                                                          |                                 | extern |                                                    | Statue | |
| ZR  | Domodedowo                                                                                       | 1987                            | extern | Lew Kerbel                                         | Halb-Statue | |
| ZR  | Dmitrow, vor der Rajonverwaltung mit einer Bilderwand „Unsere Besten“                            | 1950                            | extern | Nikolai Tomski                                     | Bronze-Statue auf niedrigem, quaderförmigem Betonpostament | |
| ZR  | Dubna                                                                                            |                                 |        |                                                    | | Auf leninstatues.ru sind 4 Lenindenkmale aufgeführt. |
| SI  | Dudinka                                                                                          |                                 | extern | G. Potapow                                         | | |
| ZR  | Ertil                                                                                            |                                 |        |                                                    | | Auf leninstatues.ru sind 2 Lenindenkmale aufgeführt. |
| ZR  | Fatesch                                                                                          |                                 | extern |                                                    | Halbstatue, Lenin am Rednerpult; komplett aus Bronze | |
| NWR | Gdow                                                                                             |                                 |        |                                                    | | Auf leninstatues.ru sind 2 Lenindenkmale aufgeführt. |
| ZR  | Gluschkowo (Глушково), Oblast Kursk                                                              |                                 | extern |                                                    | metallene Statue auf Betonsockel | |
| ZR  | Gorki Leninskije                                                                                 |                                 |        |                                                    | | Auf leninstatues.ru sind 5 Lenindenkmale aufgeführt. |
| NK  | Grosny, Zentralplatz                                                                             |                                 |        |                                                    | | gemäß staatlicher Denkmaldatenbank |
| WO  | Insa                                                                                             |                                 | extern | Sergei Merkurow                                    | metallene Statue auf schwarz angestrichenem Betonsockel | |
| SI  | Irkutsk                                                                                          |                                 | extern |                                                    | metallene Büste auf schwarzem Sockel | |
| WO  | Ischimbai, Leninplatz, vor dem Kulturpalast                                                      |                                 |        | Sergei Merkurow                                    | Statue | |
| WO  | Issa (Исса), Oblast Pensa                                                                        |                                 | extern |                                                    | Büste | ungepflegt, Sockel bröckelt (Zustand 15. August 2013) |
| ZR  | Istra, Platz der Revolution                                                                      |                                 | extern |                                                    | metallene Statue auf mit roten Natursteinplatten verkleidetem Postament                                                                                        | |
| ZR  | Iwanowo                                                                                          |                                 |        |                                                    | | Auf leninstatues.ru sind 15 Lenindenkmale aufgelistet. |
| ZR  | Iwanowskoje bei Kursk                                                                            |                                 | extern |                                                    | Statue auf mit Natursteinplatten verblendetem Sockel | |
| ZR  | Iwnja                                                                                            |                                 | extern |                                                    | metallene Statue auf Betonsockel | Stand laut Bildkommentar bis in die 1990er Jahre „vor dem Hauptgebäude des Werks“ (wird nicht spezifiziert) und ist dann an den Rand des Sachsawodski-Parkes („Zuckerfabrik-Park“) verlegt worden. Laut leninstatures.ru existierte noch ein weiteres, sehr ähnliches Denkmal, das im Herbst 2012 demontiert wurde. |
| FO  | Jakutsk                                                                                          | 1967                            |        | J. D. Strutschkow                                  | Statue auf hohem Natursteinpostament | |
| ZR  | Jaroslawl, Leninprospekt                                                                         | 1958                            | extern | Matwei F. Listopad                                 | metallene Statue mit sitzendem Lenin auf Granitstein-Postament                                                                                                 | |
| ZR  | Jaroslawl, Roter Platz (Красная площадь)                                                         | 1939                            | extern | Wassili Koslow                                     | Bronze-Statue auf dunkelrotem Natursteinpostament; Name in goldenen Lettern                                                                                    | |
| ZR  | Jasnaja Poljana                                                                                  |                                 | extern |                                                    | Statue auf grauem Betonfundament | Eine Kopie dieser Statue war in der ukrainischen Stadt Marhanez errichtet worden. Diese wurde 2014 zunächst schwer beschädigt und anschließend demontiert. |
| UR  | Jekaterinburg, Platz des Jahres 1905 (Площадь 1905 года)                                         | 1957                            | extern | Wladimir Ingal                                     | Bronze-Statue auf Natursteinpostament | |
| UR  | Jekaterinburg, im Botanischen Garten                                                             |                                 | extern |                                                    | Büste | Steht am Rand des Arboretums. |
| ZR  | Jepifan (Епифань), Oblast Tula                                                                   |                                 | extern | Nikolai I. Schilnikow                              | silberfarbene Statue auf grünlich-blauem Rundsockel | |
| WO  | Joschkar-Ola                                                                                     | 1966                            | extern | Matwei Maniser                                     | metallene Statue auf rosafarbenem Natursteinpostament | |
| ZR  | Kalininez                                                                                        |                                 | extern |                                                    | metallene Statue auf einfachem Betonsockel | |
| NWR | Kaliningrad, Platz des Sieges (Площадь Победы)                                                   | 1958                            | extern | Walentin B. Topuridse                              | 5 m hohe Bronzefigur auf einem circa 1 m hohen, mit Granitplatten verkleideten Sockel                                                                          | Am 1. Dezember 2004 abgebaut und zwecks Renovierung und der Vorbereitung eines neuen Standortes in eine Gießerei gebracht. Die Figur blieb jedoch insgesamt zwei Jahre in der Manufaktur. Sie sollte zunächst vor dem Rätehaus postiert werden, wofür dort bereits ein Fundament gegossen wurde. Kaliningrads Chefarchitekt Alexander Baschin, der in dieser Zeit den Wiederaufbau des Schlossplatz-Areals projektierte, hatte die Statue hier jedoch nicht vorgesehen. Daraufhin einigte man sich auf die Grünfläche vor dem Haus der Künste, wo der Sowjetunion-Gründer seit dem 30. März 2007 wieder steht. |
| ZR  | Kaluga, Leninpark                                                                                | 1925                            | extern | Wassili Koslow                                     | Bronze-Statue auf Rundsockel | 1925 auf der nach Lenin benannten Grünanlage (сквер имени Ленина) errichtet; 1984 dort abgebaut und zum zentralen Platz Kalugas (Площадь Старый Торг, etwa „Alter Markt/Handelsplatz“) gebracht, 2017 erneut im Leninpark aufgebaut. Auf dem Alten Markt wurde noch im selben Jahr ein Denkmal für Iwan III. errichtet. |
| WO  | Kanasch                                                                                          |                                 |        |                                                    | | Auf leninstatues.ru sind 2 Lenindenkmale aufgeführt. |
| WO  | Kasan, Platz der Freiheit (Площадь свободы)                                                      | 1954                            | extern | Pjotr P. Jazyno                                    | Monumentalstatue | |
| ZR  | Kaschin                                                                                          |                                 | extern |                                                    | Kunststein-Statue auf abgetrepptem Betonpostament | |
| SI  | Kemerowo                                                                                         |                                 |        |                                                    | | Auf leninstatues.ru sind 9 Lenindenkmale aufgeführt. |
| ZR  | Kimowsk                                                                                          |                                 | extern |                                                    | metallene Statue auf Betonpostament | |
| ZR  | Kineschma                                                                                        |                                 |        |                                                    | | Auf leninstatues.ru sind 5 Lenindenkmale aufgeführt. |
| WO  | Kirow, Theaterplatz (Театральная площадь)                                                        | 1970                            | extern | Faïna A. Schpak, Michail M. Koschkin               | Statue aus rotem Naturstein | |
| ZR  | Kolomna                                                                                          |                                 |        |                                                    | | Auf leninstatues.ru sind 5 Lenindenkmale aufgeführt. |
| ZR  | Koroljow                                                                                         |                                 | extern |                                                    | Statue auf Naturstein-verkleidetem Postament | |
| ZR  | Koroljow, Jubileiny (bis 2014 selbständig, früherer Name Bolschewo)                              |                                 | extern |                                                    | steinerne Statue | |
| ZR  | Kostroma                                                                                         | 1927                            | extern | Matwei F. Listopad, Sinaida G. Iwanowa, A. Lebedew | Bronzestatue auf einer Kapelle | Der Unterbau wurde bereits 1913 erbaut; er war für ein Denkmal zum 300. Jahrestag der Romanow-Dynastie bestimmt, was jedoch durch die Wirren des 1. Weltkriegs und der Revolutionen von 1917 nicht geschah. 1927 wurde stattdessen darauf ein Lenindenkmal aus Beton errichtet. Dieses wurde 1981 durch eine Bronzefigur ersetzt. |
| WO  | Kowylkino                                                                                        |                                 |        |                                                    | silberfarbene Statue auf quaderförmigem Postament | |
| SR  | Krasnodar                                                                                        | 1925                            | extern | Leopold A. Dietrich                                | Statue auf Bronzesockel, daran mehrere Bronzefiguren als Kampfgefährten.                                                                                       | Eines der ältesten Lenindenkmale. Das Denkmalspostament ruht auf einem wie ein zusammengebrochener Turm gestalteten Sockel und dieser wiederum auf einer aus großen Steinen gemauerten Plattform. In der russischen Wikipedia wird das Denkmal Leopolds Bruder Konstantin A. Dietrich zugeschrieben. Laut der Denkmaldatenbank verfügt die Stadt auf öffentlichen Plätzen (einschließlich dem Vorfeld des Flughafens, 1949) über 5 Lenindenkmale. Weitere rund 20 Denkmale befinden sich vor Fabriken, Bohrschächten usw.                                                                                      |
| ZR  | Krasnogorsk, Platz der Optiker (Площадь оптиков)                                                 |                                 | extern | A. A. Jemeljanzew                                  | metallene Statue auf rotem Natursteinpostament | |
| SR  | Krasnoselskoje (Красносельское) bei Dinskaja, Region Krasnodar, auf dem zentralen Platz          | 1960                            |        |                                                    | | seit 1975 unter Denkmalschutz |
| SR  | Krasnoslobodsk bei Wolgograd                                                                     |                                 | extern |                                                    | metallene Statue auf quaderförmigem abgestuften Sockel | |
| WO  | Krasny Jar (Красный Яр), Oblast Samara                                                           |                                 | extern |                                                    | Statue, Kunststein | |
| WO  | Kstowo                                                                                           | 1987                            | extern | Pawel I. Gussew                                    | | |
| UR  | Kurgan                                                                                           |                                 |        |                                                    | | Auf leninstatues.ru sind 8 Lenindenkmale aufgeführt. |
| ZR  | Kursk, vor dem Rätehaus                                                                          | 1956                            | extern | Matwei Maniser                                     | metallene Statue auf mit roten Natursteinplatten verkleidetem Rundsockel                                                                                       | |
| WO  | Kurumotsch (Курумоч), Oblast Samara                                                              |                                 | extern |                                                    | metallene Statue auf aus Ziegelsteinen gemauertem Postament, teilweise mit roter Farbe gestrichen                                                              | |
| SI  | Kyren, Burjatien                                                                                 |                                 | extern |                                                    | Statue aus rotem Kunststein auf Betonsockel | |
| SI  | Kysyl                                                                                            | 1970                            | extern | Boris I. Djuschew                                  | | Denkmal mit „dem typischen Fingerzeig Lenins“ |
| ZR  | Lgow, Platz vor dem Stadtsowjet                                                                  |                                 | extern |                                                    | metallene Statue auf mit roten Natursteinen verkleidetem Sockel                                                                                                | |
| ZR  | Lipezk                                                                                           |                                 |        |                                                    | | Auf leninstatues.ru sind 15 Lenindenkmale aufgelistet. |
| ZR  | Luchowizy                                                                                        |                                 | extern |                                                    | metallene Statue auf quaderförmigem Natursteinpostament | |
| ZR  | Malojaroslawez                                                                                   |                                 | extern |                                                    | Kunststeinstatue auf gemauertem Läuferstein-Postament | |
| ZR  | Medyn                                                                                            |                                 | extern |                                                    | metallene Statue auf Naturstein-Postament | |
| ZR  | Meschtschowsk                                                                                    |                                 | extern |                                                    | Statue auf hohem mit roten Natursteinplatten verkleidetem Postament                                                                                            | |
| FO  | Milkowo, Region Kamtschatka                                                                      |                                 | extern |                                                    | Bronzestatue auf weißem Rundsockel | Steht vor einem symbolischen übergroßen Banner, ebenfalls aus weißem Steinmaterial. Das ganze Ensemble befindet sich auf einem mit hellen Natursteinplatten verkleidetem fünfstufigen Podest. |
| ZR  | Dorf Misinowo (Мизиново), Oblast Moskau                                                          |                                 | extern |                                                    | | |
| ZR  | Monino                                                                                           |                                 |        |                                                    | | Auf leninstatues.ru sind 3 Lenindenkmale aufgeführt. |
| ZR  | Moskau                                                                                           | 1967                            |        |                                                    | Bronze-Statue auf Rundsockel, am Postament Kampfgefährten in Bronze                                                                                            | Bis 1994 im Kreml, seit 1994 auf dem Oktoberplatz am Moskauer Boulevardring. |
| ZR  | Moskau, vor dem Olympiastadion Luschniki                                                         | 1958/1960                       | extern | Matwei Maniser                                     | metallene Statue auf hellem Natursteinpostament | Historischer Name des Stadions: W.-I.-Lenin-Zentralstadion. Die Statue wurde 1958 für den zentralen Saal des sowjetischen Pavillons auf der Weltausstellung 1958 in Brüssel geschaffen. Nach Schließung der Ausstellung wurde sie nach Moskau gebracht und 1960 vor dem Stadion wieder aufgebaut. |
| ZR  | Moskau, auf dem Gelände der Russischen Staatlichen Agraruniversität                              |                                 |        |                                                    | Statue | |
| ZR  | Moskau, auf dem Gelände der Allrussischen Ausstellung                                            | extern                          |        |                                                    | | |
| ZR  | Moskau, Bezirk Chamowniki                                                                        |                                 |        |                                                    | Statue auf gemauertem quaderförmigen Postament | |
| ZR  | Moskau, im Danilowski-Bezirk auf einem Platz vor einem Friedhof                                  |                                 | extern |                                                    | metallene Statue auf hellem Steinpostament | |
| ZR  | Moskau, im Stadtteil Taganski                                                                    | 1967                            |        | G. Jokubonis                                       | Kunststein-Statue auf breitem niedrigem Steinsockel | Steht am Rand des Platzes Площадь Рогожская Застава Ploschtschad Rogoschskaja Sastawa („Platz des Rogoscher Außenpostens“), der von 1923 bis 1992 nach Lenin benannt war („Iljitsch-Platz“). |
| ZR  | Moskau, im Stadtteil Twerskoj, vor dem Russischen Staatsarchiv der sozial-politischen Geschichte |                                 | extern |                                                    | roter Granit, sitzende Skulptur | |
| ZR  | Moskau                                                                                           | (geplant)                       |        |                                                    | Statue, 70 m hoch | Sollte auf dem nicht verwirklichten Palast der Sowjets stehen. |
| ZR  | Mossalsk                                                                                         |                                 | extern |                                                    | Kupfer-Statue auf rotem Steinpostament | |
| SI  | Muchorschibir, Burjatien                                                                         |                                 | extern |                                                    | Statue aus Kunststein | |
| ZR  | Murom                                                                                            | 1962                            |        | Juri G. Neroda                                     | | |
| ZR  | Mytischtschi                                                                                     |                                 |        |                                                    | | Auf leninstatues.ru sind 6 Lenindenkmale aufgeführt. |
| ZR  | Mzensk                                                                                           |                                 | extern |                                                    | metallene Statue auf mit roten Natursteinplatten verkleidetem Postament                                                                                        | |
| SI  | Nasywajewsk, im Garten am Stadtsowjet                                                            | 1950                            | extern |                                                    | | Nummer in der Denkmaldatenbank: 3600000586 |
| WO  | Nischni Nowgorod                                                                                 |                                 |        |                                                    | | Auf leninstatues.ru sind 63 Lenindenkmale aufgelistet. |
| UR  | Nischni Tagil                                                                                    |                                 |        |                                                    | | Auf leninstatues.ru sind 9 Lenindenkmale aufgeführt. |
| ZR  | Noginsk, vor einem Möbelgeschäft                                                                 | 22. Jan. 1924                   |        | F. P. Kusnezow                                     | Das ist die weltweit erste Leninstatue, wie auf einem danebenstehenden Stein zu erfahren ist.                                                                  | |
| ZR  | Noginsk                                                                                          |                                 | extern |                                                    | Statue auf rotem Granit-Postament | |
| SI  | Norilsk                                                                                          | 1954                            | extern | Sergei Merkurow, W. W. Schilzow                    | | |
| SR  | Nowokubansk                                                                                      |                                 | extern |                                                    | weißer Naturstein, Statue und Plinthe aus einem Monolithen herausgearbeitet                                                                                    | Steht auf einem flachen rot verkleideten Sockel. |
| WO  | Nowokuibyschewsk                                                                                 | 1958                            | extern | Anatoli E. Belostozki, Elius M. Fridman            | metallene Statue auf mit roten Natursteinplatten verkleidetem Postament                                                                                        | |
| SI  | Nowokusnezk, auf einem Platz vor einem Institut der Kemrowsker Universität                       |                                 | extern |                                                    | Statue zusammen mit dem sitzenden Maxim Gorki (wahrscheinlich), beide aus Bronze auf Betonpostament                                                            | |
| ZR  | Nowomoskowsk                                                                                     |                                 | extern |                                                    | weißer Kunststein auf geweißtem Betonpostament | |
| SR  | Noworossijsk, Leninplatz                                                                         | 1957; 1959                      | extern |                                                    | | 1957 errichtet (Bildhauer: N. W. Tomski); 1959 wurde die steinerne Figur durch eine Bronzeskulptur ersetzt, die Lenin in anderer Haltung zeigt. Das Postament wurde zu einem unbekannten Zeitpunkt ebenfalls verändert. Seit 1975 unter Denkmalschutz. |
| SI  | Nowosibirsk, Leninplatz                                                                          | 1970                            | extern | Isaak D. Brodski                                   | Bronzestatue mit wehendem Mantel auf dunkelgrauem Natursteinpostament. Ebenerdig daneben drei bronzene Kampfgefährten.                                         | |
| SR  | Olchowka                                                                                         |                                 | extern |                                                    | metallene Statue auf breiter Säule | |
| WO  | Orenburg, Leninplatz (vor einem städtischen Verwaltungsgebäude)                                  | 1963                            | extern | Wenjamin B. Pintschuk                              | Kupfer-Statue auf mit grauen Natursteinplatten verkleidetem Postament                                                                                          | |
| ZR  | Osjory                                                                                           | 1960                            | extern |                                                    | | |
| ZR  | Owstug in der Oblast Brjansk                                                                     |                                 | extern |                                                    | Bronze-Statue, sitzende Figur auf mit roten Natursteinplatten verkleidetem Postament                                                                           | |
| ZR  | Pawlowski Possad                                                                                 |                                 | extern |                                                    | Statue auf abgetrepptem roten Natursteinpostament | |
| WO  | Perm                                                                                             |                                 |        |                                                    | | Auf leninstatues.ru sind 14 Lenindenkmale aufgelistet. |
| UR  | Perwouralsk                                                                                      |                                 | extern |                                                    | Statue auf hohem Steinpostament | |
| WO  | Petra-Dubrawa (Петра-Дубрава), Oblast Samara                                                     |                                 | extern |                                                    | metallene Statue auf rotem Betonsockel | |
| SI  | Petropawlowka, Burjatien                                                                         |                                 | extern | A. L. Kotichin                                     | metallene Statue auf mit hellen und dunkelgrauen Natursteinen verkleidetem Postament                                                                           | Am Nachbargebäude befindet sich ein gut erhaltenes sowjetisches Relief. |
| FO  | Petropawlowsk-Kamtschatski, Leninplatz                                                           | 1978                            |        | W. I. Bujakin, W. I. Gerassimenko                  | | Das Denkmal stand im Jahr 2015 noch, es wurde in einer TV-Sendung von Phoenix über verschiedene ausgewählte Orte in Russland gezeigt und erwähnt. |
| NWR | Petrosawodsk                                                                                     | 1933                            | extern | Matwei Maniser                                     | Halb-Statue | |
| NK  | Pjatigorsk                                                                                       |                                 |        |                                                    | | Auf leninstatues.ru sind 9 Abbildungen von Lenindenkmalen aufgeführt, teilweise offensichtliche Dopplungen. |
| ZR  | Plawsk, vor dem Kulturhaus                                                                       |                                 | extern |                                                    | | |
| WO  | Pochwistnewo                                                                                     |                                 | extern |                                                    | metallene Statue auf Postament, mit schwarzen und grauen Natursteinen verblendet                                                                               | |
| ZR  | Podolsk                                                                                          | 1958                            | extern | Sair Asgur                                         | Statue auf mit roten Natursteinplatten verkleidetem Postament                                                                                                  | Zu Ehren Lenins hatte die sowjetische Post auch eine Briefmarke herausgegeben, weil er nahe Podolsk im Jahr 1900 in einer Holzhütte gelebt hatte (Nebenanhang der Marke). |
| NWR | Polessk                                                                                          |                                 | extern |                                                    | | |
| ZR  | Ponyri (Поныри), Oblast Kursk                                                                    |                                 | extern |                                                    | metallene Statue auf rotem Sockel | |
| ZR  | Poschechonje, Platz der Freiheit (Площадь свободы)                                               | 1986                            | extern |                                                    | | Eine ältere, 1938 von Sergei Merkurow geschaffene Statue wurde 1986 demontiert. |
| NWR | Prawdinsk                                                                                        |                                 |        |                                                    | Statue | |
| ZR  | Prjamitzyno (Прямицыно), Oblast Kursk, vor einem städtischen Verwaltungsgebäude                  |                                 | extern |                                                    | steinerne Büste auf Waschbeton-Postament | |
| NWR | Pskow, Leninplatz                                                                                | 1960                            | extern | G. E. Arapow                                       | Statue auf rotem Naturstein-Postament | |
| NWR | Pskow                                                                                            |                                 |        |                                                    | Gedenktafel | Tafel mit dem Hinweis, dass Lenin im Jahr 1900 in diesem Hause wohnte und an einigen Schriften arbeitete. |
| NWR | Pustoschka                                                                                       |                                 | extern |                                                    | | |
| NWR | Siedlung Rasliw bei Sankt Petersburg, unmittelbar neben einer Bahnlinie                          | 1955                            | extern | Gawriil D. Glikman                                 | Bronze-Statue, sitzende Figur auf rotem Granitquader | In Anlehnung an die Geschichte des Verstecks von Lenin ist die Figur an eine Felswand gelehnt, die ebenso aus Bronze gegossen wurde. |
| ZR  | Reutow                                                                                           | 1960                            | extern |                                                    | Bronze-Statue auf Kunststein-Postament | 1960 ursprünglich an der Leninstraße errichtet, 1962 auf den zentralen Platz des Ortes verlegt. |
| SR  | Rostow am Don                                                                                    |                                 | extern |                                                    | Bronze-Statue auf Betonpostament mit goldener Inschrift ЛЕНИН (LENIN)                                                                                          | |
| ZR  | Rostow, Oblast Jaroslawl                                                                         |                                 | extern |                                                    | metallene Statue, kupfern überzogen, auf niedrigem Betonpostament                                                                                              | |
| ZR  | Rschew                                                                                           |                                 |        |                                                    | | Auf leninstatues.ru sind 4 Abbildungen von Lenindenkmalen aufgeführt. |
| WO  | Rusajewka                                                                                        |                                 | extern |                                                    | Statue auf natursteinverkleidetem Postament | Laut Denkmaldatenbank gibt es in der Stadt zwei Lenin-Skulpturen, eine davon wurde 1970 aufgestellt. |
| ZR  | Rybinsk                                                                                          | 1934; 1959                      | extern | Chasbulat Askar-Sarydscha                          | metallene Statue auf rotem Granitpostament | Das Postament stammt von 1914, darauf wurde zunächst ein Denkmal für Zar Alexander II. errichtet. 1918 wurde dieses entfernt und durch Symbole der Sowjetzeit ersetzt; 1934 wurde ein Lenindenkmal errichtet, das aber 1959 durch das aktuelle ersetzt wurde. |
| ZR  | Rylsk                                                                                            |                                 | extern |                                                    | metallene vergoldete Statue auf Betonpostament | |
| SI  | Sajansk                                                                                          | 2020                            | extern |                                                    | | Das Denkmal wurde zum 150. Geburtstag Lenins enthüllt. |
| WO  | Salawat, Baschkortostan                                                                          |                                 |        |                                                    | | Auf leninstatues.ru sind 4 Abbildungen von Lenindenkmalen aufgeführt. |
| WO  | Samara                                                                                           |                                 | extern |                                                    | lebensgroße Bronze-Statue mit Lesepult und Büchern | |
| NWR | Sankt Petersburg (ehemals Leningrad), Leninplatz                                                 | 1926                            | extern | Sergei A. Jewsejew                                 | überlebensgroße Bronzefigur auf einem symbolischen Geschützturm                                                                                                | Wurde zunächst vor dem an den Leninplatz angrenzenden Finnischen Bahnhof errichtet, aber 1946 um etwa 200 m in Richtung Newa an den heutigen Standort versetzt. Unbekannte hatten diese Statue im Jahr 2009 mittels Sprengstoff schwer beschädigt, die Standsicherheit war sogar gefährdet. Im Jahr 2013 wurde die Skulptur repariert und wieder sicher aufgestellt. |
| NWR | Sankt Petersburg, Moskauer Platz (vor dem ehemaligen Sowjet-Gebäude)                             | 1970                            | extern | Michail Anikuschin                                 | | |
| NWR | Sankt Petersburg, vor dem Pokrowski-Krankenhaus                                                  | 1934                            | extern | Wenjamin B. Pintschuk                              | Bronze-Statue auf kleinem Betonpostament | |
| NWR | Sankt Petersburg, in der Metrostation Kirow-Werk (Кировский завод)                               | 1955                            | extern | N. W. Dawydkin                                     | verkupferte Büste auf niedrigem Postament | |
| WO  | Saransk                                                                                          |                                 | extern |                                                    | metallene vergoldete Statue auf Postament aus rotem Naturstein                                                                                                 | |
| WO  | Saratow, Leninplatz                                                                              | 1960er Jahre                    | extern | Sergei Merkurow                                    | metallene Statue auf rotem turmähnlichen Postament mit goldfarbener Inschrift ЛЕНИН (LENIN)                                                                    | Obwohl es deutlich anders gefärbt ist und auch schlanker wirkt, soll das Postament eine Kopie des Postaments der Statue auf dem Leninplatz in St. Petersburg sein. |
| ZR  | Schazk                                                                                           |                                 | extern |                                                    | metallene Statue | |
| NWR | Schelesnodoroschny (ehemals Gerdauen)                                                            | 1954                            |        |                                                    | überlebensgroße Figur am östlichen Rand des ehemaligen Marktplatzes                                                                                            | Die 2011 an den Postamentseiten noch fast vollständig vorhandenen grauen Fliesen scheinen später zu einem unbekannten Zeitpunkt abgeschlagen und durch einen in Grautönen changierenden Anstrich ersetzt worden zu sein. |
| ZR  | Schelesnogorsk                                                                                   |                                 |        |                                                    | Statue aus rotem Naturstein | |
| WO  | Schiguljowsk                                                                                     |                                 | extern |                                                    | Kunststein-Kopf | |
| ZR  | Schtschigry                                                                                      |                                 |        |                                                    | | Auf leninstatues.ru sind 4 Abbildungen von Lenindenkmalen aufgeführt, eine davon soll ihn als Kind zeigen. |
| ZR  | Schukowka                                                                                        |                                 | extern |                                                    | Kupfer-Statue auf mit roten Natursteinplatten verkleidetem Postament                                                                                           | |
| SI  | Schuschenskoje                                                                                   |                                 | extern |                                                    | | |
| NWR | Selenogorsk bei Sankt Petersburg                                                                 |                                 |        |                                                    | | Auf leninstatues.ru sind innerhalb der Liste für die Vorstädte 4 Abbildungen von Lenindenkmalen aufgeführt. |
| ZR  | Selischarowo (Селижарово), Oblast Twer                                                           |                                 | extern |                                                    | Kupfer-Statue auf Betonpostament | |
| ZR  | Sergijew Possad                                                                                  |                                 | extern |                                                    | steinerne Büste auf Steinstele und dunklem Sockel | |
| WO  | Slobodskoi                                                                                       |                                 | extern |                                                    | weiße steinerne Statue | |
| SR  | Snamensk (ehemals Kapustin Jar)                                                                  |                                 | extern |                                                    | metallene Statue auf quaderförmigem Sockel | |
| SR  | Sotschi, Chosta                                                                                  |                                 |        |                                                    | | |
| SR  | Sotschi, Adler                                                                                   |                                 |        |                                                    | Bronzestatue auf rotem Natursteinpostament | |
| ZR  | Spas-Klepiki                                                                                     |                                 | extern |                                                    | metallene Statue auf weißem quaderförmigem Sockel | |
| SR  | Sredni Baskuntschak (Средний Баскунчак), Oblast Astrachan                                        |                                 | extern |                                                    | Lenin mit zwei Arbeitern auf einer Bank; Figuren Metall, Postament Beton.                                                                                      | |
| ZR  | Stariza                                                                                          |                                 | extern |                                                    | metallene Statue auf Betonpostament | |
| NWR | Suojarwi                                                                                         | 1987                            | extern |                                                    | | |
| WO  | Surskoje, auf einem Platz vor dem Stadtsowjet                                                    |                                 | extern |                                                    | metallene Statue auf grauem Betonpostament | |
| ZR  | Swjosdny Gorodok („Sternenstädtchen“), auf dem Gelände in einem großen Park                      |                                 |        |                                                    | große Betonstele mit rotem Mosaik belegt, davor ein grauer Lenin-Kopf                                                                                          | |
| WO  | Sysran                                                                                           |                                 | extern |                                                    | metallene Statue auf mit roten Natursteinen verkleidetem Postament                                                                                             | |
| SR  | Taganrog                                                                                         |                                 |        |                                                    | | |
| ZR  | Taldom                                                                                           |                                 | extern |                                                    | Statue, kupfern angestrichen, auf mit roten Steinplatten verkleidetem Sockel                                                                                   | Im Hintergrund Fotos mit der „Straße der Besten“. |
| ZR  | Tambow                                                                                           |                                 |        |                                                    | | Auf leninstatues.ru sind 16 Abbildungen von Lenindenkmalen aufgeführt. |
| WO  | Temnikow, Zentraler Platz                                                                        | 1983                            | extern |                                                    | seit 1989 unter Denkmalschutz | |
| NWR | Tichwin                                                                                          |                                 | extern |                                                    | Statue | |
| SI  | Tomsk, Leninplatz                                                                                |                                 | extern |                                                    | Kupfer-Statue auf mit weißen marmorplatten verkleidetem Postament                                                                                              | |
| WO  | Tschapajewsk                                                                                     |                                 | extern |                                                    | weiße steinerne Statue | |
| WO  | Tscheboksary                                                                                     |                                 |        |                                                    | | Auf leninstatues.ru sind 6 Lenindenkmale aufgeführt. |
| NWR | Tschernjachowsk                                                                                  |                                 | extern |                                                    | Statue auf weißen Stufen | |
| ZR  | Tula                                                                                             |                                 | extern |                                                    | Bronze-Statue auf rotem Naturstein-Postament | |
| ZR  | Tutajew                                                                                          |                                 | extern | A. L. Kotichin                                     | Statue auf hohem Rundsockel | |
| ZR  | Twer, Leninplatz                                                                                 | 1926 1959 erneuert              |        | Sergei Merkurow (1926); W. P. Barkow, P. W. Kenig  | Bronze-Statue | Erstes Denkmal 1926, im Zweiten Weltkrieg zerstört. Im Oktober 1959 wurde ein neues Denkmal eingeweiht. |
| WO  | Ufa, Leninplatz                                                                                  | 1967                            |        | Michail Baburin, Galina P. Lewizkaja               | | Eine Kopie gelangte 1971 in die Stadt Merseburg und wurde 1997 an einen Privatmann in Tjuchem (Provinz Groningen, Niederlande) verkauft. |
| SI  | Ulan-Ude                                                                                         |                                 |        |                                                    | Kopf aus Granit; je nach Quelle etwa 5 m hoch auf angepasstem Sockel oder 7,70 m hoch und 4,50 m breit auf 6,30 m hohem Podest und mit einem Gewicht von 42 t. | Diese Leninbüste gilt als weltweit größter Porträtkopf. |
| SI  | Ulan-Ude                                                                                         |                                 | extern |                                                    | verkupferte Statue | |
| WO  | Uljanowsk                                                                                        | 1940                            | extern | Matwei Maniser                                     | | In der Geburtsstadt Lenins wurden drei Denkmale aufgestellt. Eines ist eine überlebensgroße Bronzefigur mit einer am Sockel angebrachten nachgebildeten Unterschrift Lenins. Das hohe Postament ist aus gestapelten Steinquadern gebildet. |
| SI  | Uljoty, Region Transbaikalien, vor dem Kulturhaus                                                |                                 | extern |                                                    | weiße Büste auf mit grauen Natursteinplatten verkleidetem quaderförmigem Postament                                                                             | |
| FO  | Ust-Kamtschatsk                                                                                  |                                 | extern |                                                    | | |
| UR  | Wargaschi                                                                                        |                                 | extern |                                                    | | |
| NWR | Weliki Nowgorod                                                                                  |                                 |        |                                                    | | Auf leninstatues.ru sind 3 Lenindenkmale aufgeführt. |
| UR  | Werchnjaja Pyschma                                                                               |                                 | extern |                                                    | metallene Statue auf quaderförmigem Postament | |
| FO  | Wladiwostok                                                                                      | 1930                            | extern | Wassili Koslow                                     | | |
| NWR | Wolchow                                                                                          | 1965                            | extern | I. Rabin                                           | | |
| SR  | Wolgograd, Stadtbezirk Krasnoarmejski („Bezirk der Roten Armee“)                                 | 1973                            | extern | Jewgeni Wutschetitsch                              | Statue auf gemauertem Naturstein-Postament; Gesamthöhe 57 m | Die Bronzestatue befindet sich an der Stelle, auf welcher bis 1961 eine Statue von Stalin stand. Sie ist 1400 Tonnen schwer, wurde nicht in Wolgograd gegossen und von der Öffentlichkeit fast unbemerkt auf das Postament gesetzt. |
| SR  | Wolgograd, Leninplatz                                                                            | 1960                            | extern | Jewgeni Wutschetitsch                              | Bronze-Statue auf symbolischem runden Panzerturm in einem kleinen halbrunden Ehrenhain, Postament mit roten Natursteinplatten verkleidet                       | |
| NWR | Wologda                                                                                          |                                 |        |                                                    | | Auf leninstatues.ru sind 24 Abbildungen von Lenindenkmalen aufgelistet, ein Teil davon sind vermutlich Dopplungen. |
| SR  | Wolschski, Leninplatz                                                                            | 1984                            | extern | Alexander A. Tjurenkow                             | Bronzestatue auf hohem, mit roten Natursteinplatten verkleidetem, quaderförmigem Postament mit goldfarbener Inschrift ЛЕНИН (LENIN)                            | |
| ZR  | Woronesch                                                                                        |                                 |        |                                                    | | Auf leninstatues.ru sind 29 Abbildungen von Lenindenkmalen aufgelistet. |
| NWR | Wyborg                                                                                           | 1957                            | extern | Schota Mikatadse                                   | | |
| WO  | Wyksa                                                                                            |                                 | extern | Pjotr P. Jazyno                                    | metallene Statue auf Ziegelsteinpostament | |